# (15783) Брайанкокс
(15783) Брайанкокс (лат. Briancox) — небольшой астероид внешней части главного пояса, который был открыт 14 августа 1993 года бельгийским астрономом Эриком Эльстом в исследовательском центре CERGA и назван в честь английского физика Брайана Эдварда Кокса.

Орбита астероида Брайанкокс и его положение в Солнечной системе